# Clematis sclerophylla
Clematis sclerophylla är en ranunkelväxtart som beskrevs av Wen Tsai Wang. Clematis sclerophylla ingår i släktet klematisar, och familjen ranunkelväxter. Inga underarter finns listade i Catalogue of Life.